# 罗日杰斯特韦诺农村居民点 (弗拉基米尔州)
罗日杰斯特韦诺农村居民点（俄语：Рождественское сельское поселение）是俄罗斯联邦弗拉基米尔州索宾卡区所属的一个农村居民点。其下辖有25个居民点，行政中心为罗日杰斯特韦诺。据2016年统计，该农村居民点的人口为1486人。